# Христо Ботев (стадіон, Пловдив)
Стадіон Христа Ботева (болг. Стадіон Христо Ботев) — багатофункціональний стадіон у місті Пловдив, Болгарія, відкритий 1961 року. З 2013 року знаходиться на реконструкції, яка наразі заморожена через брак фінансування. До реконструкції вміщував 22 000 глядачів і був домашньою ареною місцевого футбольного клубу «Ботев» .

## Історія
Стадіон Хріста Ботева був побудований у 1959—1961 роках у районі Камініца на місці старої ігрової площадки католицького коледжу Святого Августина за проектом Антона Каравелова. Це був повноцінний спортивний комплекс — футбольне поле з легкоатлетичними доріжками на 35 000 глядачів, роздягальні, басейн, майданчик для баскетболу та волейболу, тенісний корт та адміністративна будівля. Урочисте перерізання стрічки відбулось 14 травня 1961 року, яке здійснив генерал-лейтенант Добрі Джуров, тодішній заступник міністра оборони Болгарії, після чого відбувся товариський футбольний матч між «Ботевим» та румунським «Стяуа» (3:0).
Рекорд відвідуваності у 40 000 осіб був встановлений 27 лютого 1963 року під час чвертьфіналу Кубка володарів кубків проти «Атлетіко Мадрид» (1–1). Рекорд в рамках чемпіонату Болгарії (37 000 глядачів) був встановлений у 1966 році в грі проти столичного «Левскі» (0:1). Через сутички між фанатами та вторгнення глядачів на поле, «Ботев» був зобов'язаний футбольною федерацією грати свої наступні дербі на міському стадіоні.
Після першої реконструкції в 1993 році місткість арени була скорочена до 22 000 глядачів, а у 1995 році було встановлено електричне освітлення.
На стадіоні відбувся фінал Кубка Болгарії 2000 року. У минулому він також використовувався як домашня арена іншими футбольними командами міста; «Локомотив» проводив тут домашні матчі у другій половині сезону 1979/80 , а також один матч у сезоні 2003/04, а «Спартак» використовував для декількох домашніх ігор у сезоні 1995/96.
У 2013 році розпочалась чергова реконструкція, яка передбачала знесення старих трибун і будівництво нових на 18 тисяч місць біля самого поля, щоб стадіон став суто футбольним. «Ботев» зіграв свій останній матч на арені 12 грудня 2013 року, і з весняної частини сезону 2013/14 став тимчасово проводити свої ігри у футбольному комплексі «Ботев 1912».
Відкриття нового стадіону планувалося на 2015 рік, щоб він зміг прийняти юнацький чемпіонат Європи до 17 років у 2015 році. В середині 2013 року була знесена східна трибуна, але влітку 2014 року реконструкція стадіону припинилась через те, що у головного спонсору «Ботева», Корпоративного комерційного банку (bg:Корпоративна търговска банка) була відкликана ліцензія, а його власник Цветан Васілев (який на той час був і власником «Ботева») був звинувачений у фінансових махінаціях, через які змушений був виїхати з країни. За оцінками, для завершення реконструкції потрібно майже 15 000 000 євро. Клуб та його вболівальники шукають інвесторів.